# Pararge aegerica
Pararge aegerica är en fjärilsart som beskrevs av Hermann Stauder 1916. Pararge aegerica ingår i släktet Pararge och familjen praktfjärilar. Inga underarter finns listade i Catalogue of Life.